# Campanile del Santuario della Madonna dell'Angelo
Il campanile del santuario della Madonna dell'Angelo è una torre campanaria di Caorle, nella città metropolitana di Venezia, adibita a faro per la navigazione in prossimità della costa adriatica.
La chiesa della quale è pertinenza è il santuario della Madonna dell'Angelo, edificio di culto di rito cattolico romano sotto la giurisdizione del patriarcato di Venezia.

## Storia

### Le origini
Il periodo di costruzione del campanile, così come della chiesa, è ignoto. Di certo c'è che il culto ivi praticato era dedicato all'Arcangelo San Michele, e che questa devozione doveva essere stata stabilita prima dell'odierna cattedrale (datata 1038), e quindi risalente a un periodo compreso tra il IX e l'XI secolo. Le prime notizie certe riguardo a questo complesso di edifici sacri risale al 1332, e riferisce che la costruzione si trovava in condizioni disastrose a causa dell'azione distruttiva del mare, in riva al quale sorgeva. Per questi motivi, e per l'aspetto architettonico con cui si presenta, si suole far risalire la costruzione del campanile del Santuario al XIII secolo.

### Tra il 1300 e il 1500

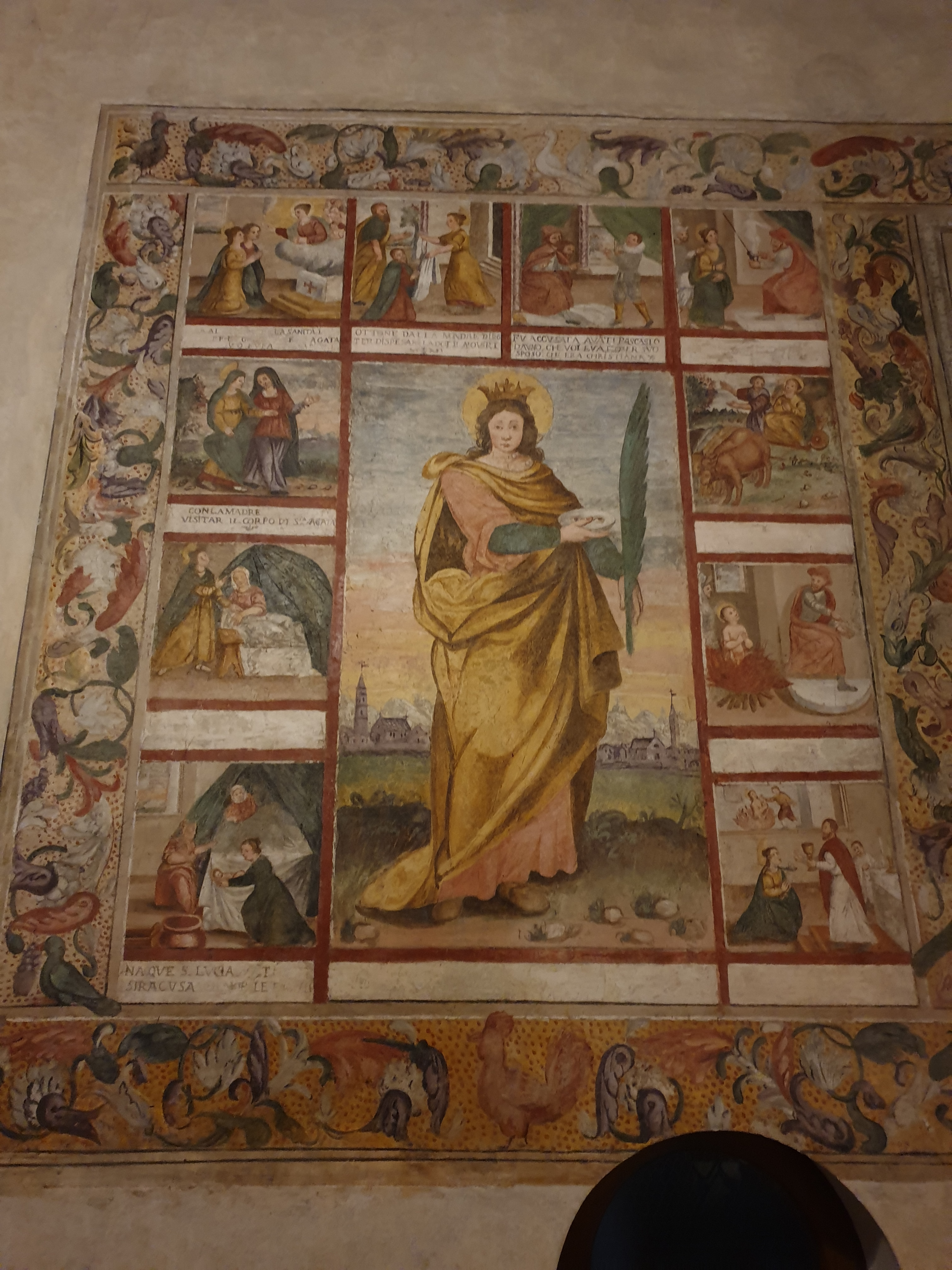
Affresco di Santa Lucia (XIV secolo) nel Duomo di Caorle (sulla destra è possibile vedere il campanile della chiesa dell'Angelo)

Come si può osservare già in antichi disegni risalenti al Settecento, il campanile doveva avere forma quadrangolare e sorgeva al lato destro rispetto alla chiesa, che si presentava avere solo due di tre navate originarie. D'altra parte un'ulteriore raffigurazione del campanile dell'antica chiesa dell'Angelo è presente in duomo, presso la navata destra, nell'affresco di Santa Lucia (risalente al Trecento): qui, sullo sfondo, è riportata la città di Caorle (come si può intuire senza dubbi dalla presenza del campanile cilindrico a sinistra, cosicché quello che appare a destra non può che ritrarre il campanile della chiesa dell'Angelo (si intravede sulla destra il tratto finale delle mura di cinta dell'antica città, che finivano proprio presso la chiesa dell'Angelo). Un'ulteriore notizia della presenza del Santuario e del suo campanile risale al 1476, che attesta per la prima volta nei documenti storici che nella chiesa dell'Angelo era conservato il simulacro della Madonna, conosciuta poi con il titolo di Madonna dell'Angelo.

### Dal 1500 a oggi
Nel 1523 si ha notizia che il vescovo di Caorle Daniele de Rubeis consacrò il Santuario. È quindi plausibile che in quell'occasione siano stati compiuti dei lavori quanto meno di rinforzo della struttura (comunque non risolutivi se alla fine del 1600 il vescovo Domenico Minio denunciava nuovamente la precarietà dell'edificio sacro e specialmente del campanile). Si spiegherebbe in questo modo l'iscrizione che appare oggi alla base del campanile a contorno di una croce in stile medievale:
La presenza di tale iscrizione potrebbe indicare il nome dell'architetto che ha supervisionato i lavori di consolidamento, oppure l'iscrizione potrebbe semplicemente riferirsi alla croce lapidea. Non è facile, purtroppo, trarre una conclusione dalle fonti disponibili.

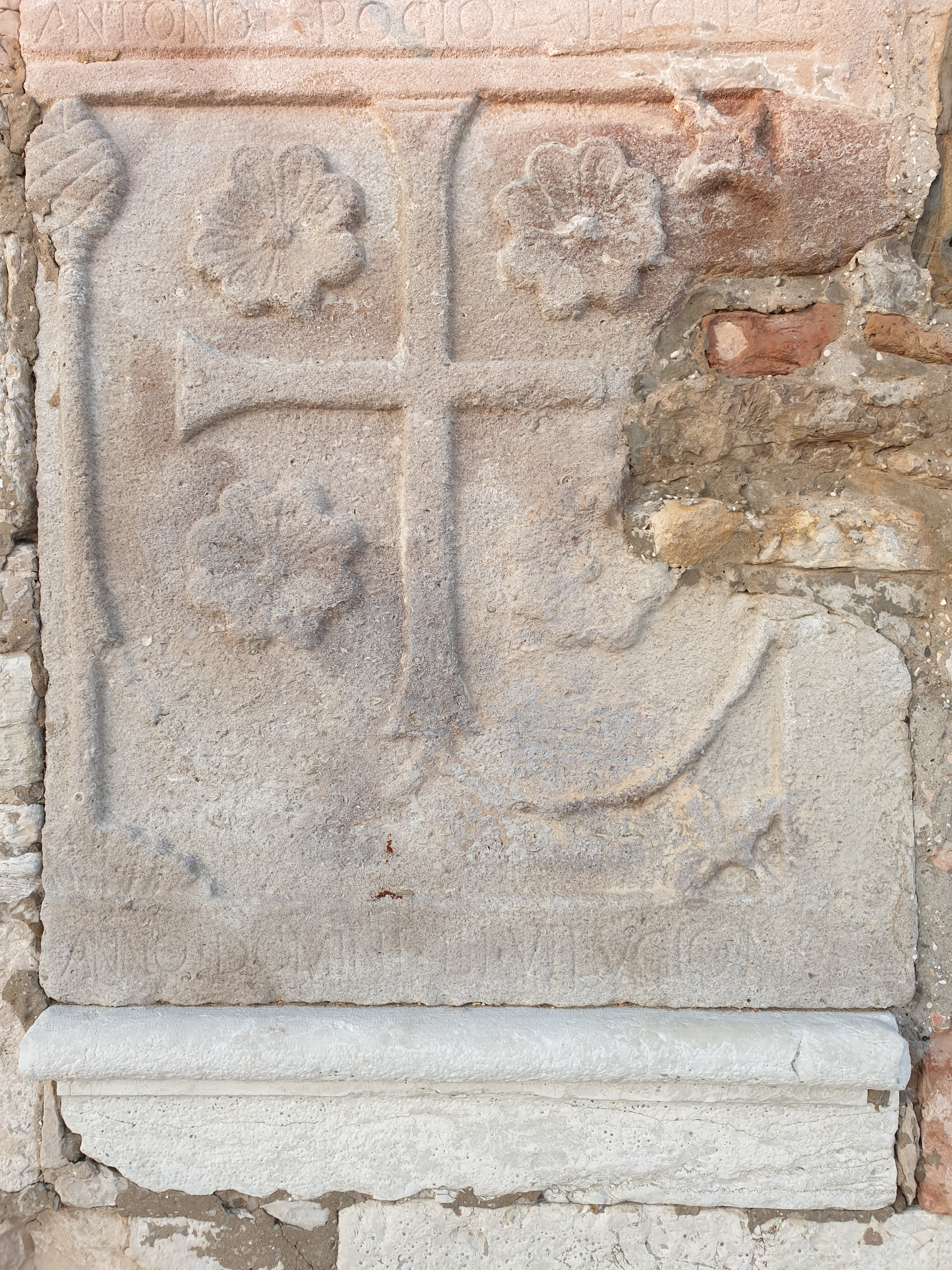
Lapide incastonata sul basamento del campanile del Santuario della Madonna dell'Angelo

La forma odierna del santuario e del campanile si devono all'importante intervento di restauro operato nel 1751, per volere del vescovo Francesco Trevisan Suarez, sepolto proprio ai piedi dell'altare maggiore di questo Santuario.

## Struttura
Il campanile oggi sorge su un piccolo promontorio prospiciente il mare Adriatico, protetto dalla scogliera. La struttura è costituita da un basamento in pietra grezza tronco-piramidale alto circa due metri, un corpo principale in mattoni alto circa 14 metri e una cuspide, costituita da un dado ottagonale sormontato da una piramide, pure ottagonale, sormontata da una piccola ogiva, il tutto per un'altezza di circa 9 metri. Completa la struttura una croce in ferro alta circa un metro. Il lato alla base del tronco principale misura circa quattro metri, mentre il basamento sporge rispetto al corpo principale di circa un metro da entrambi i lati.

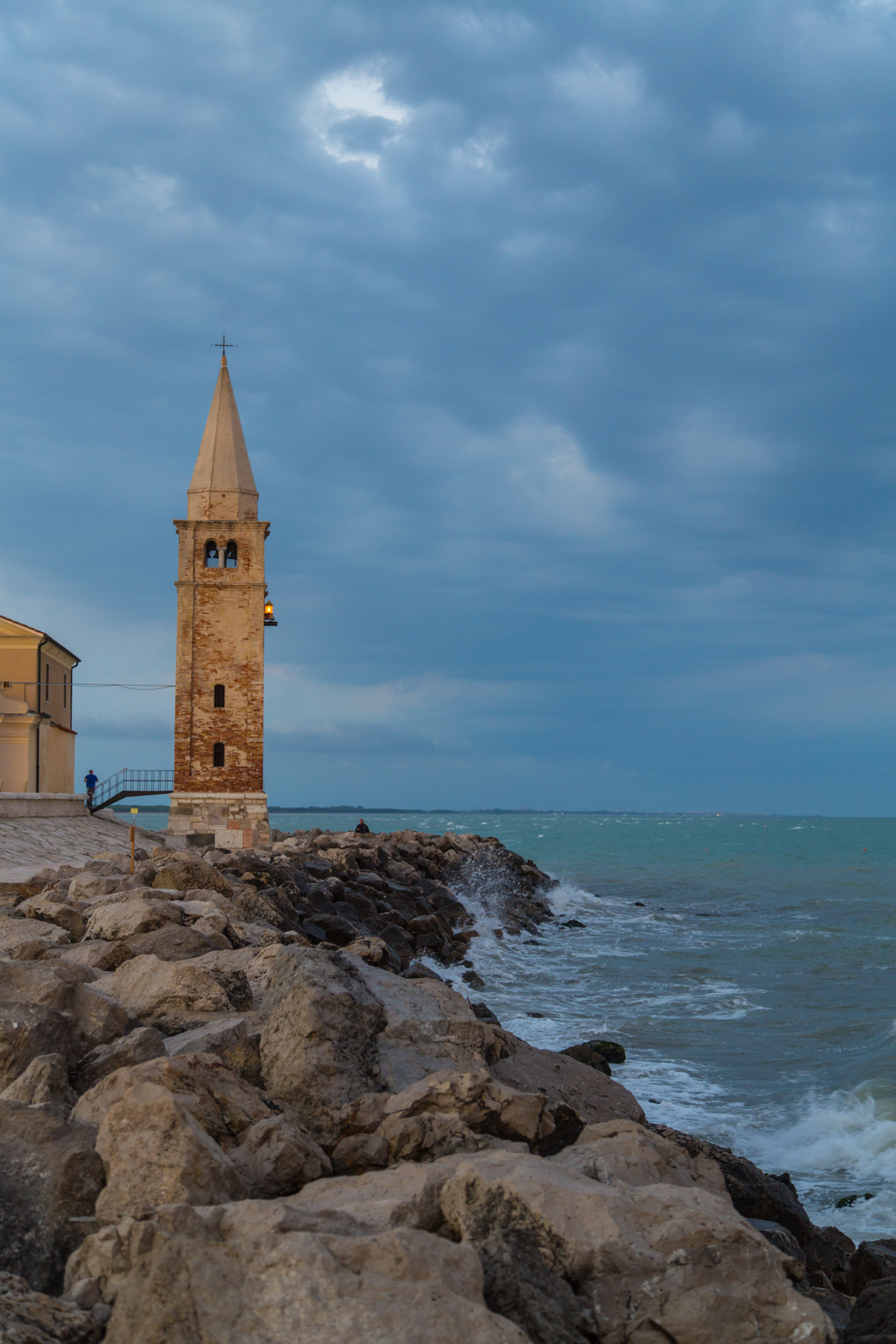
Il campanile nella forma odierna con il suo faro acceso

Il corpo centrale è contornato da due lesene per parte in tutte e quattro le facce, ed è separato da una piccola mensola dalla cella campanaria, caratterizzata da quattro bifore a tutto sesto, sorrette ciascuna da una colonnina in pietra bianca. Nei primi anni del Novecento, nella parte inferiore del corpo principale si aprivano, incolonnate al centro della struttura, tre monofore sul lato ovest e quello sud del campanile, anche se già nelle foto di inizio Novecento si vede come la monofora più alta sia murata. Oggi ne rimangono solo due, che si aprono sempre solamente nelle facce che guardano a ovest e a sud. Sul lato nord, sopra il basamento, si apre un portoncino, dal quale è possibile entrare all'interno, collegato da una scala in legno e ferro battuto alla diga foranea. Un'altra finestra rettangolare si apre nella cuspide, in corrispondenza della faccia del prisma ottagonale che guarda a sud, mentre sulla faccia nord si intravede una piccola apertura che forma una croce. Internamente il campanile non riporta solai, e la cella campanaria si può raggiungere tramite una scala in legno.

## Le campane
Il campanile possiede un concerto di tre campane rifuse, dopo essere state requisite, nel 1919 le due maggiori e nel 1926 la piccola.
È significativo come anche le tre campane del vicino duomo siano state fuse nei medesimi anni una "quinta musicale" esattamente sotto. Il suono dell'Angelus quotidiano, scandito dai entrambi i campanili con le relative campane maggiori, suonate in contemporanea, risulta quindi di effetto particolarmente piacevole e presumibilmente volutamente calcolato.
| N. | Nome    | Nominale (1/16 Semitono-1/16) | Fonditore                   | Anno di Fusione | Diametro (cm) | Massa (kg) | Posizione          |
| 1  | Grande  | Reb4 +5/16                    | Daciano Colbachini (Padova) | 1919            | 67,5          | ≈ 175      | Verso il mare      |
| 2  | Mezzana | Mib4 +1/16                    | Daciano Colbachini (Padova) | 1919            | 59,8          | ≈ 120      | Centrale           |
| 3  | Piccola | Fa4 +10/16                    | Daciano Colbachini (Padova) | 1926            | 52,9          | ≈ 85       | Verso il Santuario |

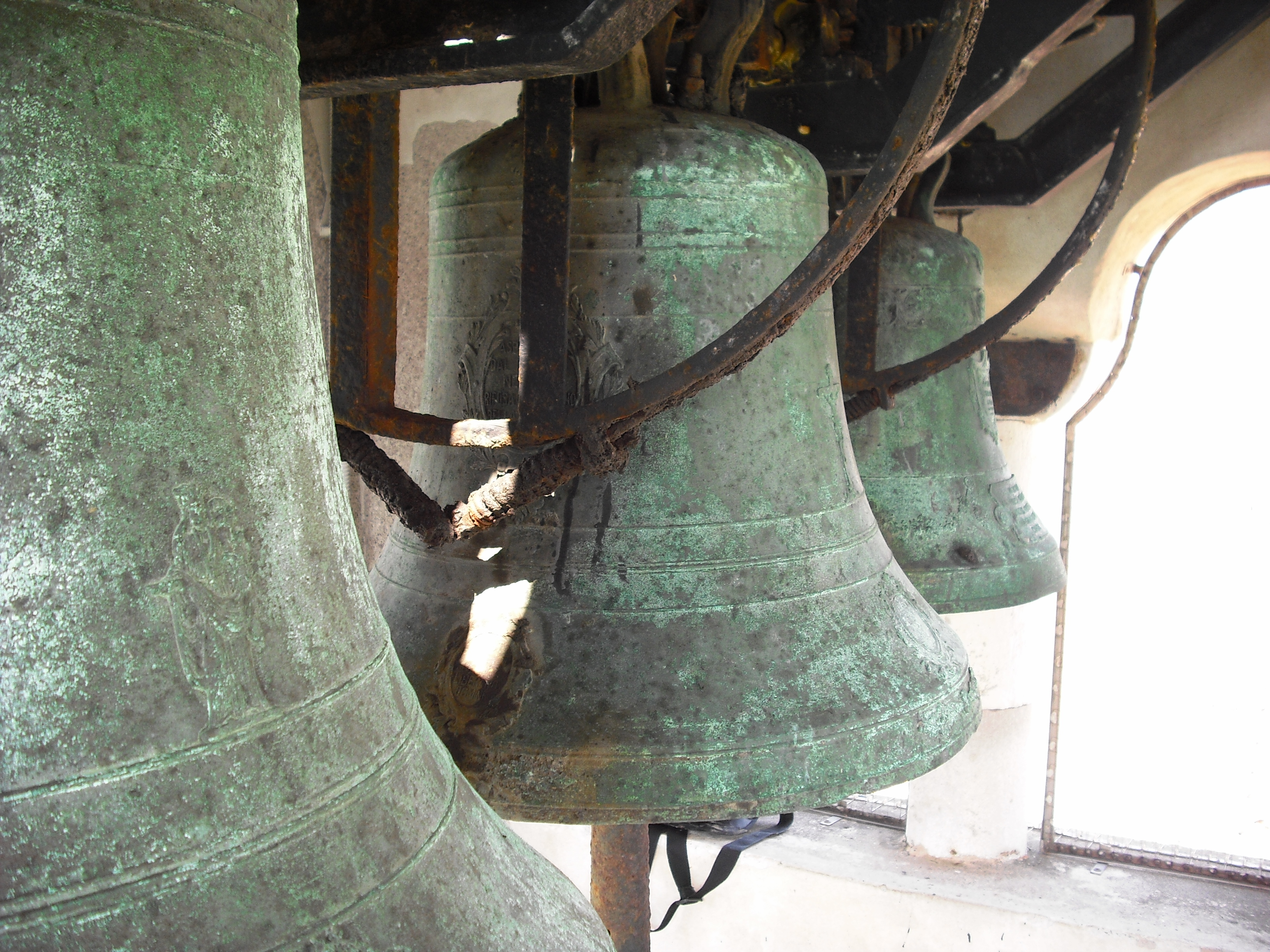
Le tre campane del santuario

Il rapporto fra il peso e la nota musicale emessa, in base ai parametri di riferimento mitteleuropei, consente di
classificare la sagoma di queste campane nella categoria “ leggera ”.
Il sistema di montaggio e di suono è quello tradizionale a slancio che nella variante del nord est italiano include la sincronizzazione dei rintocchi producendo scale discendenti distinte.
Il sistema di suono a “slancio” consente la massima resa di suono delle campane grazie all'elevata velocità di oscillazione e ai battagli di tipo volante.
Il concerto di tre campane della Madonna dell'Angelo di Caorle risulta di media fattura, e con alcuni particolari difetti di fabbricazione, tipici dell'immediato dopo guerra, dove le fonderie erano impegnate con grandi moli di lavoro per restituire campane requisite.
L'ascolto di queste campane risulta complicato, in quanto la timbrica, ma soprattutto l'accordatura, non sono certamente delle migliori.
Le tre campane del santuario sono caratterizzate da una media qualità di suono, e da una struttura tonale poco precisa sebbene rientrino tutte all'interno della tipologia moderna di campana (sagoma “ottava”).

### Segnali
I segnali tradizionali dati ai fedeli sono:
- tutti i giorni l'Ave Maria del mattino (ore 6:45) e della sera (ore 19:00 in inverno, ore 20:00 in estate) è segnalata dalla distesa della grande (circa due minuti), così come l'Angelus di mezzogiorno; alle 8:15 la distesa della piccola (sempre per due minuti circa) dà segnale della Santa Messa feriale (che può essere celebrata anche nel vicino duomo), mentre alle ore 20:00 d'inverno e alle ore 21:00 d'estate la distesa della mezzana dà segnale del De profundis;
- il venerdì alle 15:00 la distesa della grande (per circa due minuti) dà il segnale del ricordo della Morte di Cristo in croce.

## Il faro
Sul lato sud, prospiciente il mare, è installato il faro, all'altezza di circa 12 metri sul livello del mare, con una portata stimata in 14 miglia nautiche.
Il faro, attivato nel 1905, negli anni 30 del 1900 era alimentato a gas acetilene, convertito all'energia elettrica in seguito all'esplosione accidentale del serbatoio. Oggi il faro emette un segnale periodico ogni sei secondi, caratterizzato da due impulsi di un secondo ciascuno intervallati da un'eclisse di un secondo. È individuato dal codice 4272 nell'identificativo fari e segnalamenti della Marina italiana (codice E2508 nell'identificativo dei fari del ufficio idrografico del Regno Unito e 11568 nell'identificativo dei fari del National Geospatial-Intelligence Agency database statunitense).